# Fahretoft

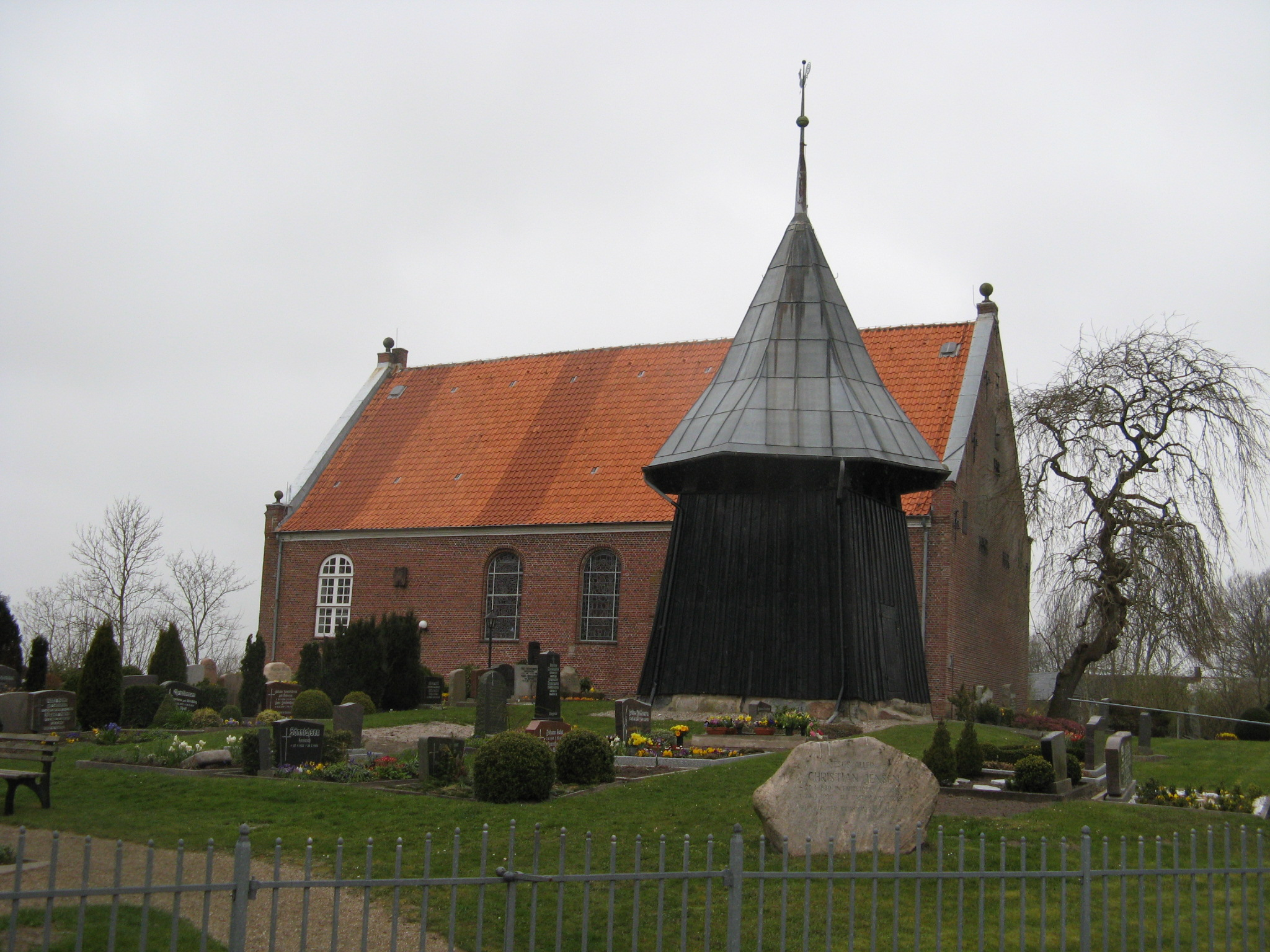
St.-Laurentius-Kirche

Fahretoft (dänisch: Fartoft, nordfriesisch: Foortuft) ist eine früher selbständige Gemeinde und seit 1978 ein Ortsteil der Gemeinde Dagebüll in Schleswig-Holstein.
Fahretoft liegt zwischen Dagebüll und Waygaard, das ebenfalls zur Gemeinde Dagebüll gehört.
Zu Fahretoft gehören der Blomenkoog, der Bottschlotter Koog, der Bottschlotter See, der Süderkoog, der Norderkoog und der Juliane-Marien-Koog sowie Teile des Hauke-Haien-Kooges.

## Geschichte

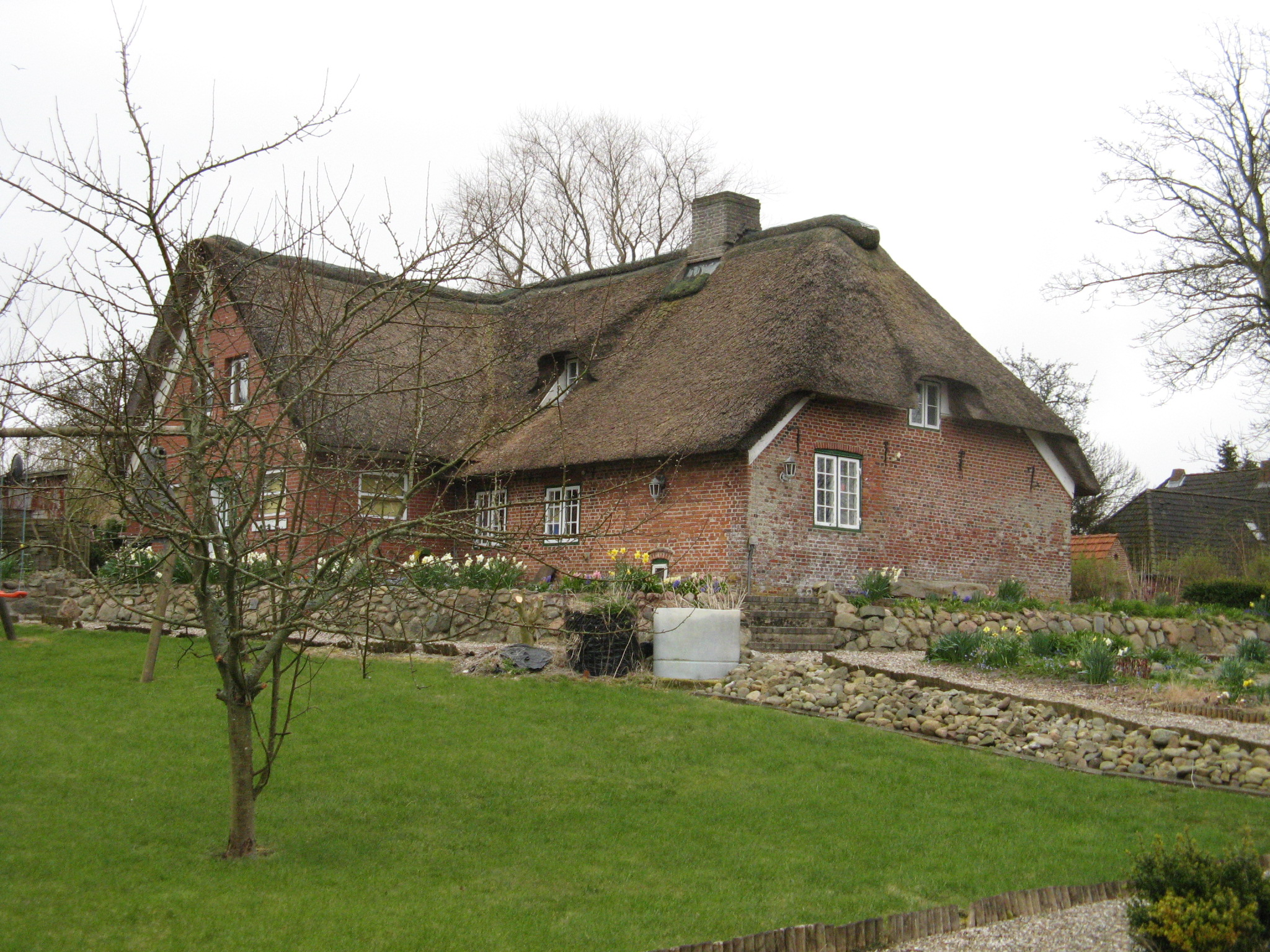
„Haus Hase“ auf einer Warft

Vor der ersten Mandränke 1362 war Fahretoft ein Kirchspiel mitten in der nordfriesischen Utlande und weit vom offenen Meer entfernt. Die Sturmflut zerstörte die westlichsten Dörfer des Kirchspiels Osewoldt, Spickebüll und Tocksbüll. Fahretoft wurde zu einer Hallig, was heute noch an den vielen Warften zu erkennen ist.
Bökingharde hieß das Gebiet rings um die Geestinsel Risummoor, zu welchem Ostermarsch und Westermarsch gehörten. Man verstand unter Ostermarsch den jetzigen Störtewerker-, Kohldammer- und Herrenkoog, unter Westermarsch die Halligen Fahretoft, Dagebüll und Galmsbüll. Alles, was dazwischen ist, wurde später eingedeicht und war vorher noch Watt. Die Halligen und der Landanwachs der Westermarsch wurden zunächst nur mit Sommerdeichen eingefasst. Im 16. Jahrhundert begannen größere Eindeichungsarbeiten. Von 1568 bis 1573 wurden mit Unterstützung holländischer Deichbaumeister die ersten vergeblichen Versuche unternommen. Im 17. Jahrhundert versuchte Herzog Friedrich III. von Gottorf mit Hilfe einer Jesuitengesellschaft, einen Deich in gerader Linie von Waygaard über Fahretoft, Dagebüll, Galmsbüll zur Wiedingharde zu errichten. Es gelang unter Aufbietung von 5500 Mann, die Durchdeichung des Bottschlotter Tiefs 1633 zu vollenden und den Bottschlotter Koog zu gewinnen, wobei das Militär für die Aufrechterhaltung der Ordnung sorgen musste. Die Eindeichung der Kleiseer Tiefe gelang nicht. Die zweite Mandränke 1634 machte einen Großteil der bisherigen Bemühungen zunichte.
Nach dieser Flut richtete sich die Aufmerksamkeit zunächst auf die Sicherung der zweiten Deichlinie. Erst 1648/52 gelang die Eindeichung des Blomenkoogs, der nach dem Amtsmann und nach der Aufgabe der meisten anderen Partizipanten Hauptanteilseigner des Oktroys Blome benannt ist. Noch war Fahretoft aber nicht von einem Seedeich geschützt. Letztendlich errichteten von 1686 bis 1688 die Bewohner von Fahretoft allein und ohne fremde Hilfe den Seedeich. Die Insel war damals größer als die jetzigen Köge.
Fahretoft war von 1889 bis 1967 Sitz des gleichnamigen Amtsbezirks bzw. Amtes. Am 1. Januar 1978 wurde die Gemeinde Fahretoft nach Dagebüll eingemeindet.

## Verkehr
Durch Fahretoft führt die schleswig-holsteinische Landesstraße 6 von der dänischen Grenze nach Ost-Bordelum zur Bundesstraße 5.

## Sehenswürdigkeiten

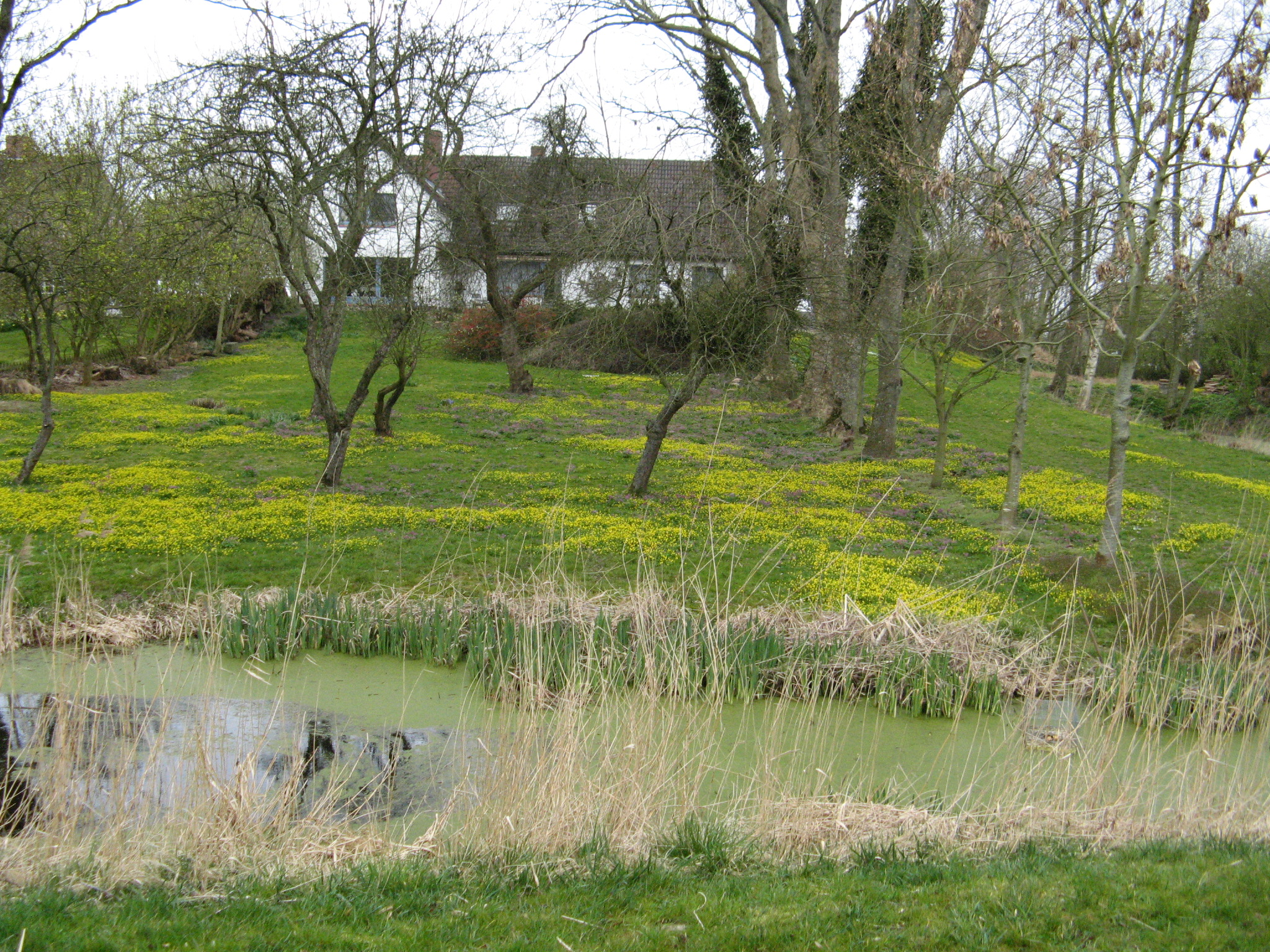
Jens-J.-Lützen-Haus

Ein Wahrzeichen des Ortes Fahretoft ist die St.-Laurentius-Kirche, die 1703 gebaut wurde. Im August 2003 wurde das 300-jährige Jubiläum der Kirche gefeiert. Die Kirche befindet sich auf der Kirchwarft; direkt gegenüber auf der Gabrielswarft liegt das 1961 erbaute Pastorat.
Ein weiteres Wahrzeichen ist das Jens-J.-Lützen-Haus, ein heimatkundliches Museum, das im Oktober 2004 eröffnet wurde und in einen Museumspark integriert ist.
Weiterhin gab es die 1963 neu erbaute, aber schon seit 200 Jahren auf der Gabrielswarft bestehende Hans-Momsen-Schule, benannt nach dem Mathematiker Hans Momsen. Die Schule hatte rund 50 Schüler und vier Lehrkräfte. Ein wichtiger Aspekt der Schule war die Pflege der nordfriesischen Sprache. Schon vom Kindergartenalter an erhielten alle Kinder Unterricht im Bökingharder Friesisch, dabei stand jedem Kind ein erwachsener Muttersprachler als Pate zur Seite.
Aufgrund eines neuen Schulgesetzes, wonach Schulen mit weniger als 80 Kindern geschlossen werden müssen, wurde der Schulbetrieb zum Schuljahr 2009/2010 eingestellt.
Der Heimatverein Dagebüll e. V. unterhält seit seiner Gründung 1982 einen „Dorfgeschichtlichen Wanderweg“ mit historischen Stationen (umfangreiche Gerätesammlung in dem jetzigen Gemeindehaus Hans Momsen, ein nachgebautes historisches Backhaus, einen Info-Schafstall mit Themendarstellungen, der Kirche, einem historischen „Klinkerweg“). Im Sommer werden Führungen angeboten; Gruppen können sich zu jeder Zeit anmelden. Über Fahretoft existiert eine sehr umfangreiche Literatur (Bildbände, Chronikbände, plattdeutsche Erzählungen etc.).

## Einwohner
Fahretoft hat rund 600 Einwohner.
Viele Einwohner des Dorfes leben von der Landwirtschaft, einige auch vom Tourismus.

## Sport
Der heimische Sportverein ist der TSV Fahretoft Waygaard e. V. Dieser hat Abteilungen für Fußball, Badminton, Tischtennis, Turnen und Senioren-Gymnastik.

## Persönlichkeiten
- Der Mathematiker Hans Momsen (1735–1811) wurde in Fahretoft geboren und verbrachte sein ganzes Leben dort, Grabstein auf dem Friedhof der Gemeinde.
- Der Missionar Christian Jensen (1839–1900) stammte aus Fahretoft, Gedenkstein auf dem Friedhof der Gemeinde.
- René Leudesdorff (1928–2012) war Pastor in Fahretoft und Dagebüll von 1980 bis 1990, Grabstein auf dem Friedhof der Gemeinde.